# Kollodium-Nassplatte

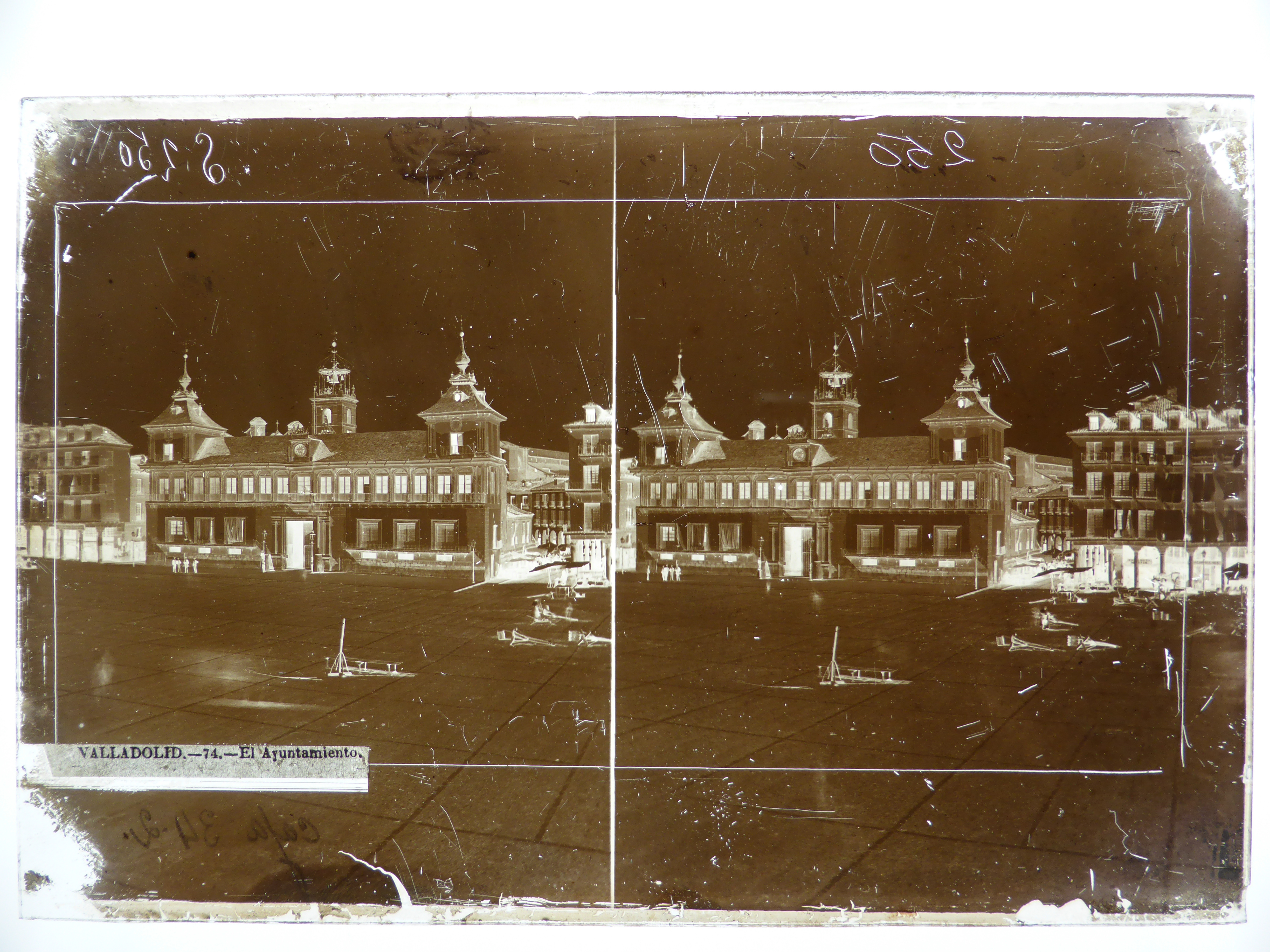
Collodionglas negativ. Valladolid gegen 1865. J. Laurent, Fotograf.

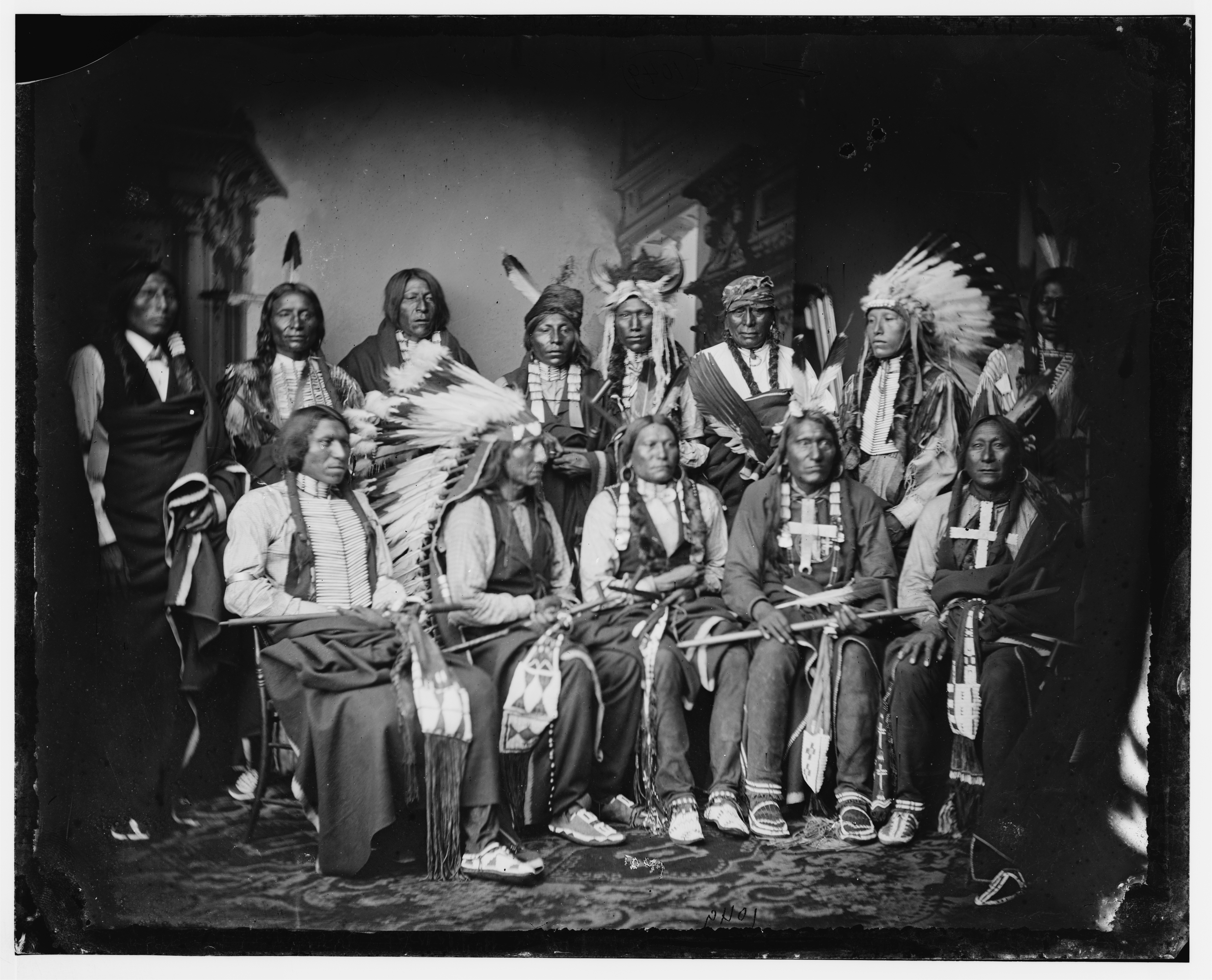
Eingescanntes Glasnegativ der „Library of Congress Prints and Photographs Division Washington“, Titel: „Red Cloud and Indians“ entstanden 1865–1880

Die Kollodium-Nassplatte ist eine 1850/1851 von Frederick Scott Archer und Gustave Le Gray entwickelte fotografische Platte, die als Ambrotypie oder durch ein Negativ-Verfahren eine Fotografie erzeugt. Das dazugehörige Verfahren wird als nasses Kollodiumverfahren oder Kollodium-Nassplatten-Verfahren bezeichnet und setzt eine zur Anfertigung der Fotografie möglichst rasche Verarbeitung voraus. So musste etwa ein mobil arbeitender Reisefotograf in der Frühzeit der Fotografie immer ein Dunkelkammerzelt mit sich führen.
Die Größe des Negativs war in der Anfangszeit noch nicht standardisiert; Mitte des 19. Jahrhunderts wurden Formate bis 40 cm × 50 cm verwendet, so beispielsweise Francis Friths Aufnahmen aus Ägypten aus den Jahren zwischen 1856 und 1860. Später bildeten sich jedoch international normierte Aufnahmeformate heraus.

## Verfahren
Zur Herstellung einer Kollodium-Nassplatte putzt man die Glasplatten sehr sorgfältig und übergießt sie mit einer Lösung von Kollodiumwolle und Iod- und Bromsalzen in Ethanol und Ether. Der Überzug trocknet zu einer gallertartigen Masse ein und wird sofort im Dunkeln in eine Lösung von Silbernitrat gebracht. Hier wandeln sich die Iodsalze in Silberiodid und Silberbromid um, und diese bleiben in der Kollodiumschicht fein verteilt.
Die so präparierte Platte wird aus dem Silberbad herausgenommen und noch feucht von anhängender Silberlösung in einem lichtdicht schließenden Kästchen (Kassette) in die Kamera gebracht, hier der Lichtwirkung ausgesetzt und dann in der Dunkelkammer mit einer Eisensulfatlösung übergossen. Diese schlägt aus der an der Platte hängenden Silbernitratlösung sofort metallisches Silber als dunkles Pulver nieder, und dieses hängt sich an die belichteten Stellen der Platte umso stärker, je intensiver das Licht gewirkt hat. Das Bild wird nach dieser Hervorrufung noch verstärkt, indem man durch Aufgießen einer Mischung von Eisensulfat und zitronensaurer Silberlösung noch einen zweiten Niederschlag von Silberpartikeln veranlasst, die sich zu den erstniedergeschlagenen lagern, so dass das Bild nun in den dichtesten Stellen hinreichend undurchsichtig ist, um den Durchgang des Lichts beim Kopierprozess zu verhindern.
Das Negativ wird nun fixiert, das heißt, das noch enthaltene Silberiodid oder Silberbromid wird durch eine Lösung von Natriumthiosulfat herausgelöst, schließlich gewaschen und mit Alkoholfirnis überzogen. In dem so erhaltenen Glasnegativ erscheinen die hellen Teile des Originals dunkel und die dunklen Teile des Originals hell (in der Durchsicht). Vor einem dunklen Hintergrund erscheint es als positives Bild, indem an den durchsichtigen Stellen der schwarze Hintergrund sichtbar wird und gegen diesen das graue Silberpulver, welches auf den dichten Stellen des Negativs liegt, wie weiß erscheint (Ambrotypie).

Dieser positive Effekt trat am schönsten hervor, wenn die Aufnahme etwas unterbelichtet war. So fertigte man Positive, indem das Kollodium auf dunklem Leder oder schwarzer Wachsleinwand aufgetragen wurde (Pannotypen) auf schwarz lackiertem Eisenblech (Ferrotypen) als Trägermaterial.

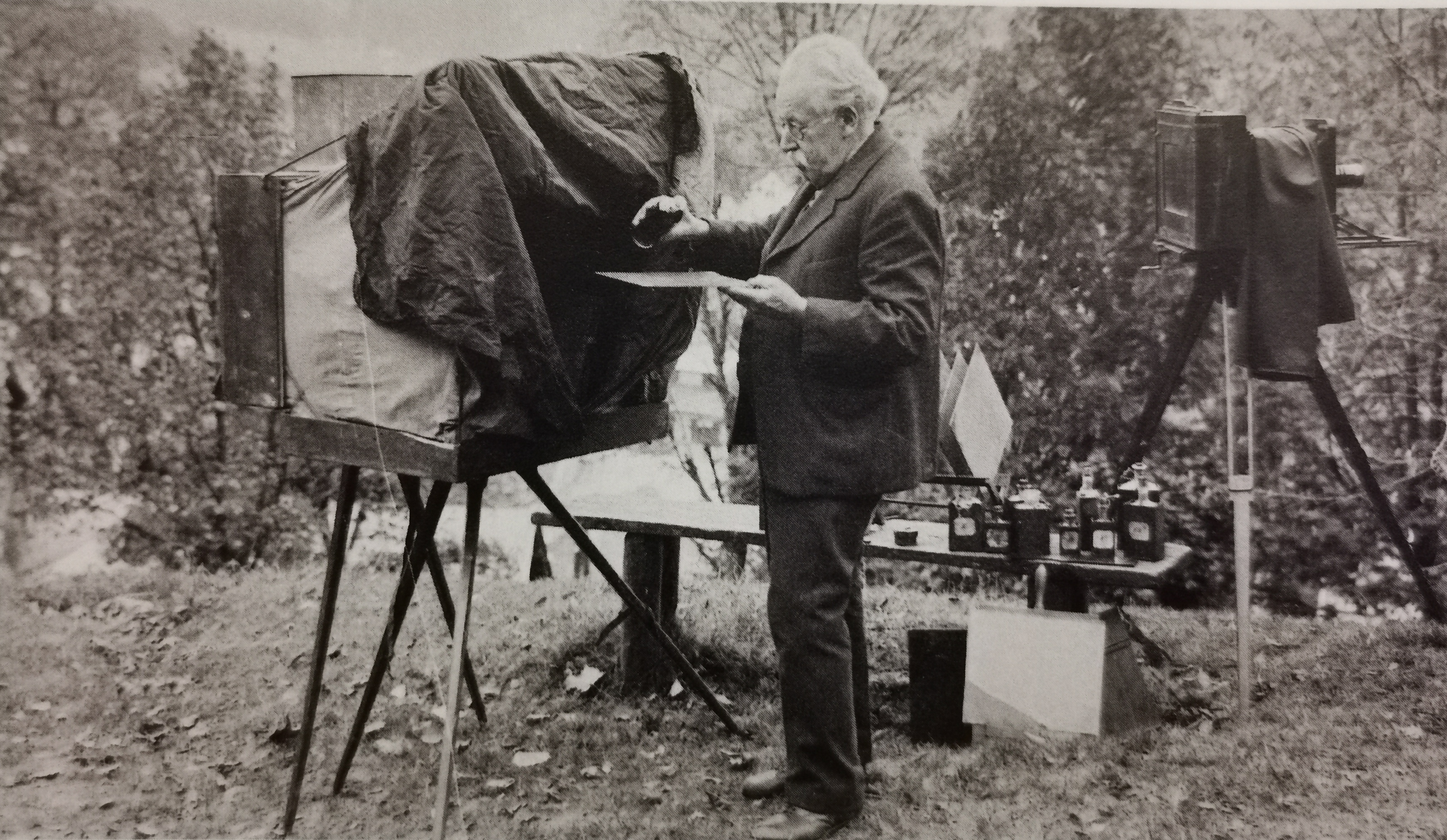
Nikolaus Kuss II (1854–1940) aus Mariazell gießt jodiertes Kollodium auf eine reine Glasplatte.

## Weiterentwicklung
Eine Weiterentwicklung der Kollodium-Nassplatte ist die Kollodium-Trockenplatte (1855, J. M. Taupenot (1824–1856)) und später das Gelatineverfahren, das mit der Gelatine-Trockenplatte arbeitet und 1871 von Richard Leach Maddox (1816–1902) entwickelt wurde. Dieses die Fotografie sehr vereinfachende Verfahren löste die Kollodiumverfahren um 1880 ab und ist das bis heute noch benutzte Schwarz-Weiß-Verfahren.
Weitere wichtige Verbesserungen waren die optische Sensibilisierung des Aufnahmematerials ab 1873 durch Hermann Wilhelm Vogel sowie das Ersetzen der Glasplatte durch Zelluloid als Schichtträger (Planfilm, ab 1869 durch die Brüder Hyatt).
Heute wird die Technik der Fotografie mittels Kollodium-Nassplatte nur noch sehr selten eingesetzt. Fertig präparierte Platten sind nicht erhältlich und müssen nach wie vor von jedem Fotografen unmittelbar vor der Aufnahme selbst angefertigt und sofort entwickelt werden. Allerdings gibt es, zum Beispiel in Deutschland, noch einige wenige Fotografen, die sich auf das Kollodium-Nassplatten-Verfahren spezialisiert haben und weiterhin Fotos herstellen. Eine Aufnahmesitzung dauert zwischen einer und zwei Stunden.